# Теорема Нетер
| Симетрія у фізиці            | Симетрія у фізиці                 | Симетрія у фізиці            |
| Перетворення                 | Відповідна інваріантність         | Відповідний закон збереження |
| ---------------------------- | --------------------------------- | ---------------------------- |
| ⭥Трансляції часу             | Однорідність часу                 | …енергії                     |
| ⊠ C, P, CP і T-симетрії      | Ізотропність часу                 | …парності                    |
| ⭤ Трансляції простору        | Однорідність простору             | …імпульсу                    |
| ↺ Обертання простору         | Ізотропність простору             | …моменту імпульсу            |
| ⇆ Група Лоренца (бусти)      | Відносність Лоренц-коваріантність | …руху центра мас             |
| ~ Калібрувальне перетворення | Калібрувальна інваріантність      | …заряду                      |

Теорема Нетер — твердження в теоретичній фізиці, згідно з яким кожній диференційовній симетрії відповідає інтеграл руху.
Наприклад, однорідності простору відповідає закон збереження імпульсу. Однорідність простору означає те, що при перенесенні фізичної системи на будь-який вектор в будь-якому напрямку, всі фізичні процеси в ній не зміняться. 
Відповідно, інші типи симетрії мають свої інтеграли руху: однорідність часу — закон збереження енергії, ізотропність простору — закон збереження моменту імпульсу, калібрувальна інваріантність — закон збереження електричного заряду.
Теорему сформулювала й довела 1918 року німецька математикиня Еммі Нетер.

## Динамічні інваріанти
1. Тензор енергії-імпульсу.
2. Тензор орбітального моменту.
3. Тензор спінового моменту.

З першого тензору можна отримати динамічний інваріант, який називається 4-вектор енергії-імпульсу.
З другого і третього тензору отримують псевдовектори орбітального моменту і спіну відповідно. При цьому використовують згортку з абсолютно антисиметричним тензором Леві-Чивіти.